# Glenelg (Mars)

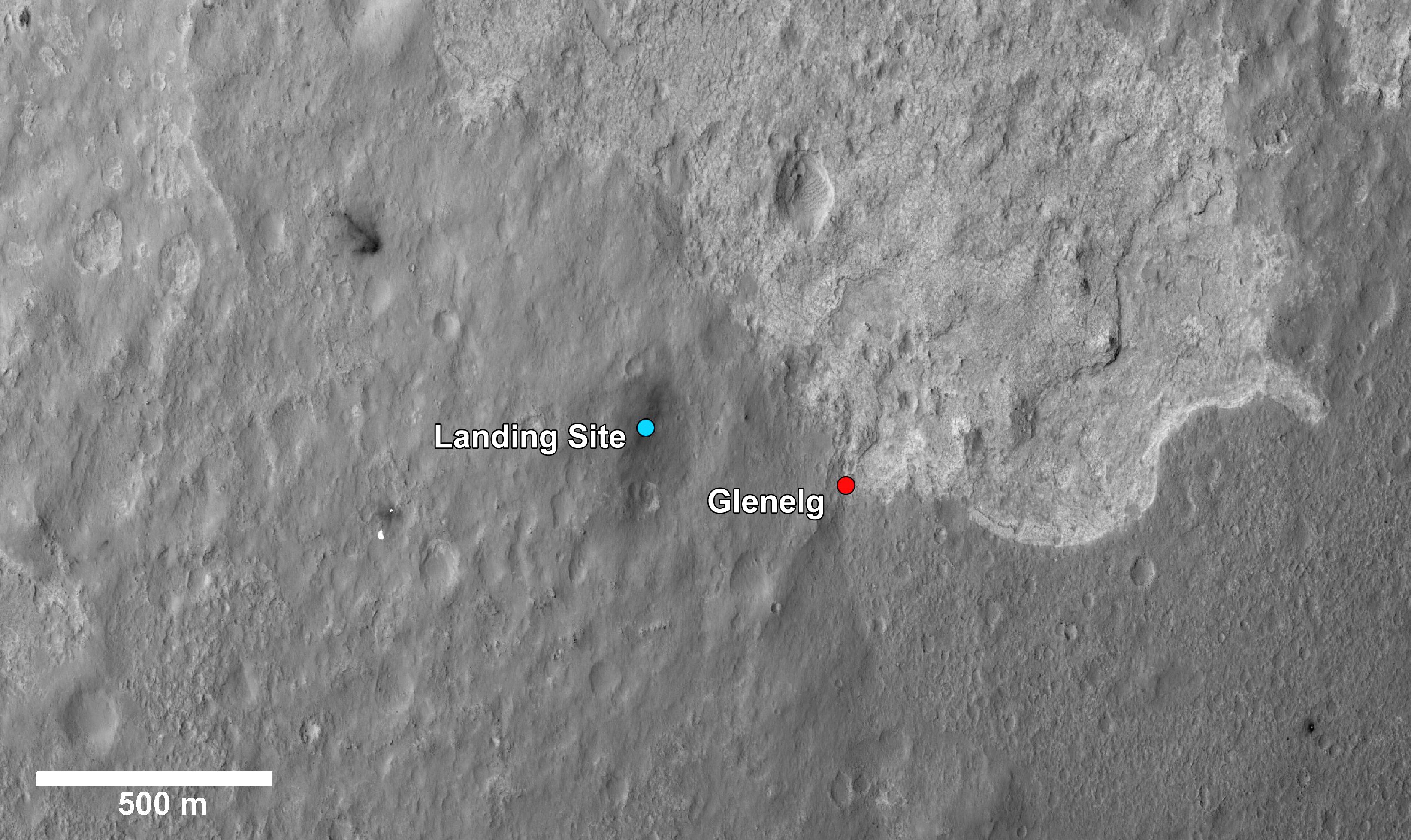
Glenelg, fotografiert vom Mars Reconnaissance Orbiter. Die Landestelle von Curiosity ist blau markiert, Glenelg rot.

Glenelg ist eine Bodenformation auf dem Planeten Mars. Sie befindet sich im Krater Gale ca. 400 m südöstlich der Landestelle der Raumsonde Curiosity. Bei der Bodenformation handelt es sich um eine Stelle, an der drei verschiedene geologische Formationen zusammenstoßen. Es gibt dort übereinander geschichtete Felsschichten. Glenelg gehört zu den ersten Zielen, die der Marsroboter anfahren und untersuchen sollte.
In Glenelg soll erstmals der Bohrer des Rovers zum Einsatz kommen. Auf dem Weg zu dieser Stelle, für den bis zu sechs Wochen kalkuliert werden, sollen Boden- und Gesteinsproben von der Oberfläche des Planeten gesammelt werden. Planmäßig soll die Fahrt von Glenelg dann nach Ablauf eines Monats fortgesetzt werden. Das angestrebte Ziel soll ein etwa 5 km hoher Berg sein.